# RIOT ON THE GRILL
『RIOT ON THE GRILL』（ライオット・オン・ザ・グリル）はELLEGARDENの4作目のスタジオ・アルバムである。2005年4月20日発売。

## 概要
フルアルバムとしては4枚目となる。ロングセールスを記録し、発売から1年以上に渡ってインディーズチャート上位にランクインした。これを受けてバンドの知名度は急速に上昇するが、結果的にボーカルの細美武士をはじめメンバーに戸惑いを与える事となった。その結果、細美はNANO-MUGEN FES. 2005の出演中に涙を流し歌えなくなった。
オリコンチャートではシングル、アルバム通じて初のTOP10入り作品となっている。デイリーチャートでは初登場2位を記録している。
このアルバムについて細美は「新しいことにチャレンジした前作に比べ今作はよりストレートに制作した」と述べている。収録曲の10曲は300ほどあった元ネタを削りに削ってできたものと述べている。
売上枚数は現在までに38万枚を超えており、ELEVEN FIRE CRACKERSに次ぐ売上を記録している。

## 収録曲
| 全作詞・作曲: 細美武士。 |                          |          |            |
| #                        | タイトル                 | 作詞     | 作曲・編曲 |
| 1.                       | 「Red Hot」              | 細美武士 | 細美武士   |
| 2.                       | 「モンスター」           | 細美武士 | 細美武士   |
| 3.                       | 「Snake Fighting」       | 細美武士 | 細美武士   |
| 4.                       | 「Marry Me」             | 細美武士 | 細美武士   |
| 5.                       | 「Missing」(4thシングル) | 細美武士 | 細美武士   |
| 6.                       | 「Bored Of Everything」  | 細美武士 | 細美武士   |
| 7.                       | 「TV Maniacs」           | 細美武士 | 細美武士   |
| 8.                       | 「虹」                   | 細美武士 | 細美武士   |
| 9.                       | 「I Hate It」            | 細美武士 | 細美武士   |
| 10.                      | 「BBQ Riot Song」        | 細美武士 | 細美武士   |

## 曲解説
1. Red Hot
最初のタイトルは「GREEN DAY, WEEZER, BLINK, AND FEEDER」で、これでは出せないということで現在のタイトルになった。PVも製作されている。『ELLEGARDEN BEST 1999-2008』にも収録。
2. モンスター
3. Snake Fighting
4. Marry Me
『ELLEGARDEN BEST 1999-2008』にも収録。
5. Missing
4thシングル。
6. Bored Of Everything
7. TV Maniacs
4thシングルのカップリング曲。
8. 虹
細美がASIAN KUNG-FU GENERATIONの後藤正文、ストレイテナーのホリエアツシと一緒に、2004年8月に行われた『NANAIRO-ELECTRIC TOUR』の公演終了後に見た虹を元に作られた曲である。『ELLEGARDEN BEST 1999-2008』にも収録。次曲と音が繋がっている。
9. I Hate It
10. BBQ Riot Song

Sound Producer：ホリエアキラ